# Zufallhütte
Die Zufallhütte (Betonung auf der zweiten Silbe, also Zufàll; italienisch Rifugio Nino Corsi) ist eine Schutzhütte in den Ortler-Alpen in Südtirol. Der Name leitet sich nicht vom Zufall ab, sondern von den nahegelegenen Wasserfällen der Plima.

## Lage und Umgebung
Die Zufallhütte liegt auf 2265 m Höhe im inneren Martelltal, einem südlichen Seitental des Vinschgaus. Sie befindet sich auf dem Gebiet der Gemeinde Martell im Nationalpark Stilfserjoch.
Die Hütte ist Ausgangspunkt für Anstiege zu Gipfeln der das Martelltal umgebenden Gebirgsgruppen der Ortler-Alpen, nämlich des Ortler-Hauptkamms, der Laaser Berge und des Zufrittkamms. Richtung Westen gelangt man über das Madritschjoch oder den Eisseepass ins Suldental. Auf südlichem Wege gelangt man zur etwas höher gelegenen Marteller Hütte. Nach Osten hin erreicht man über das Sallentjoch Rabbi im Trentino.

## Geschichte
Die Hütte wurde 1882 von der Sektion Dresden des DuOeAV erbaut, ab 1884 bewirtschaftet und 1913 stark erweitert. Im Ersten Weltkrieg entstand in der unmittelbaren Umgebung ein Barackendorf der k.u.k. Armee. Aus dieser Zeit stammt auch die 1915 errichtete Herz-Jesu-Kapelle neben der Hütte, die 1916 unter dem Kommandanten der Ortlerfront, Oberst Moritz Erwin von Lempruch, erweitert wurde. In der Zufallhütte selbst war ein österreichisch-ungarisches Abschnittskommando untergebracht.
Nach Ende des Ersten Weltkriegs wurde das Gebäude geplündert und stark beschädigt. 1921 erhielt die Mailänder Sektion des CAI die Überreste der Zufallhütte. Diese veranlasste mit der finanziellen Unterstützung der Familie Foglia-Corsi in den Jahren 1926–1927 eine Instandsetzung und 1939 die Errichtung eines Zubaus sowie eine Umbenennung nach dem Ski-Alpinisten Nino Corsi.
Zusammen mit 24 weiteren vom Staat enteigneten Schutzhütten ging die Zufallhütte 1999 in das Eigentum der Autonomen Provinz Bozen – Südtirol über; mit Jahresende 2010 lief die Konzession zu deren Führung durch den CAI aus. Seit 2015 wird das Land Südtirol bei der Verwaltung der Hütte (Vergabe an Pächter, Überwachung der Führung, Sanierungsmaßnahmen) durch eine paritätische Kommission unterstützt, in der neben der öffentlichen Hand auch der AVS und der CAI vertreten sind.

## Übergänge
- Casati-Hütte (Rifugio Gianni Casati) (3254 m), Hochtour
- Marteller Hütte (2585 m)

## Bilder

Zufallhütte und Umgebung
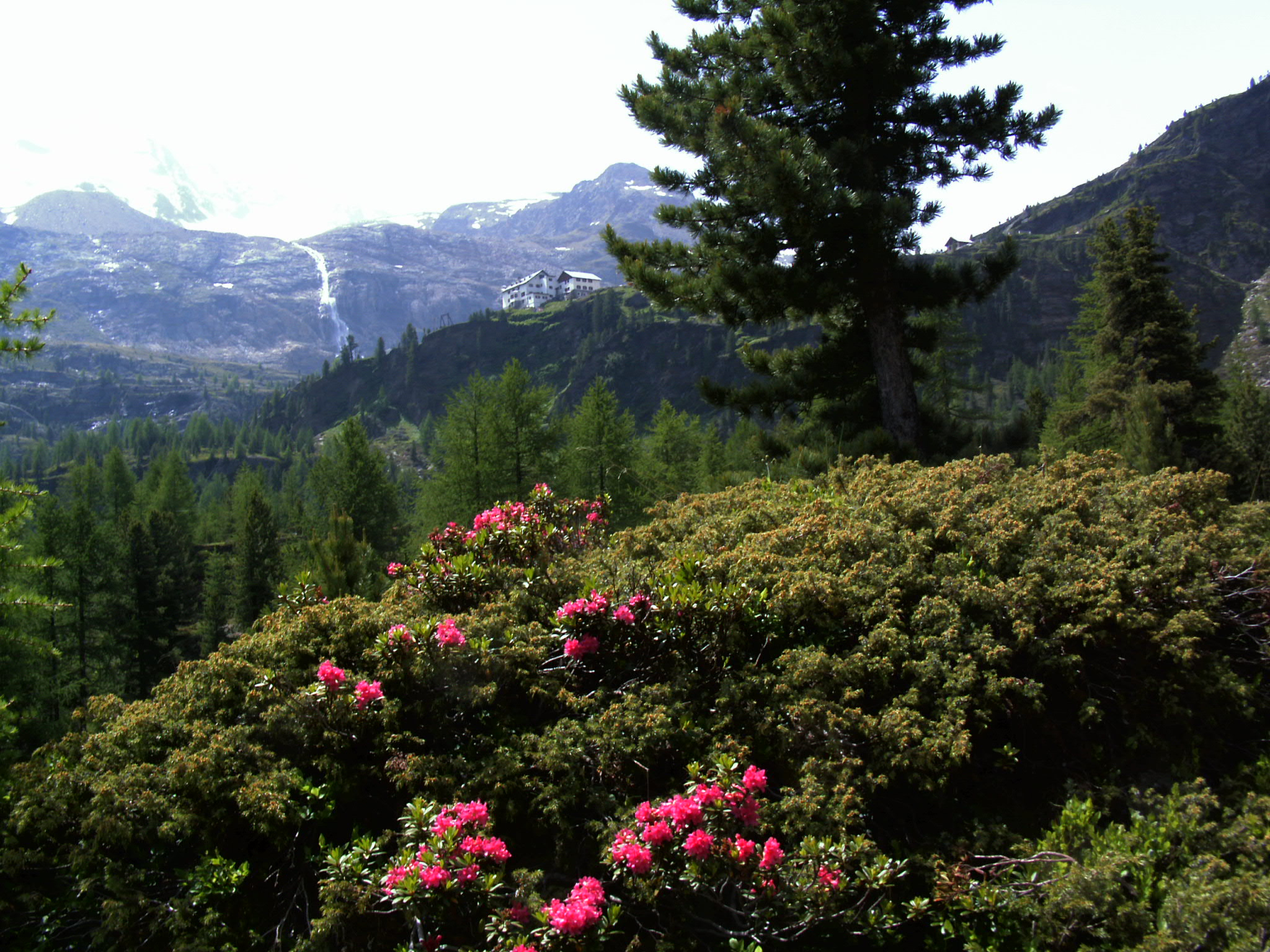
Weg zur Zufallhütte mit erkennbarem Wasserfall
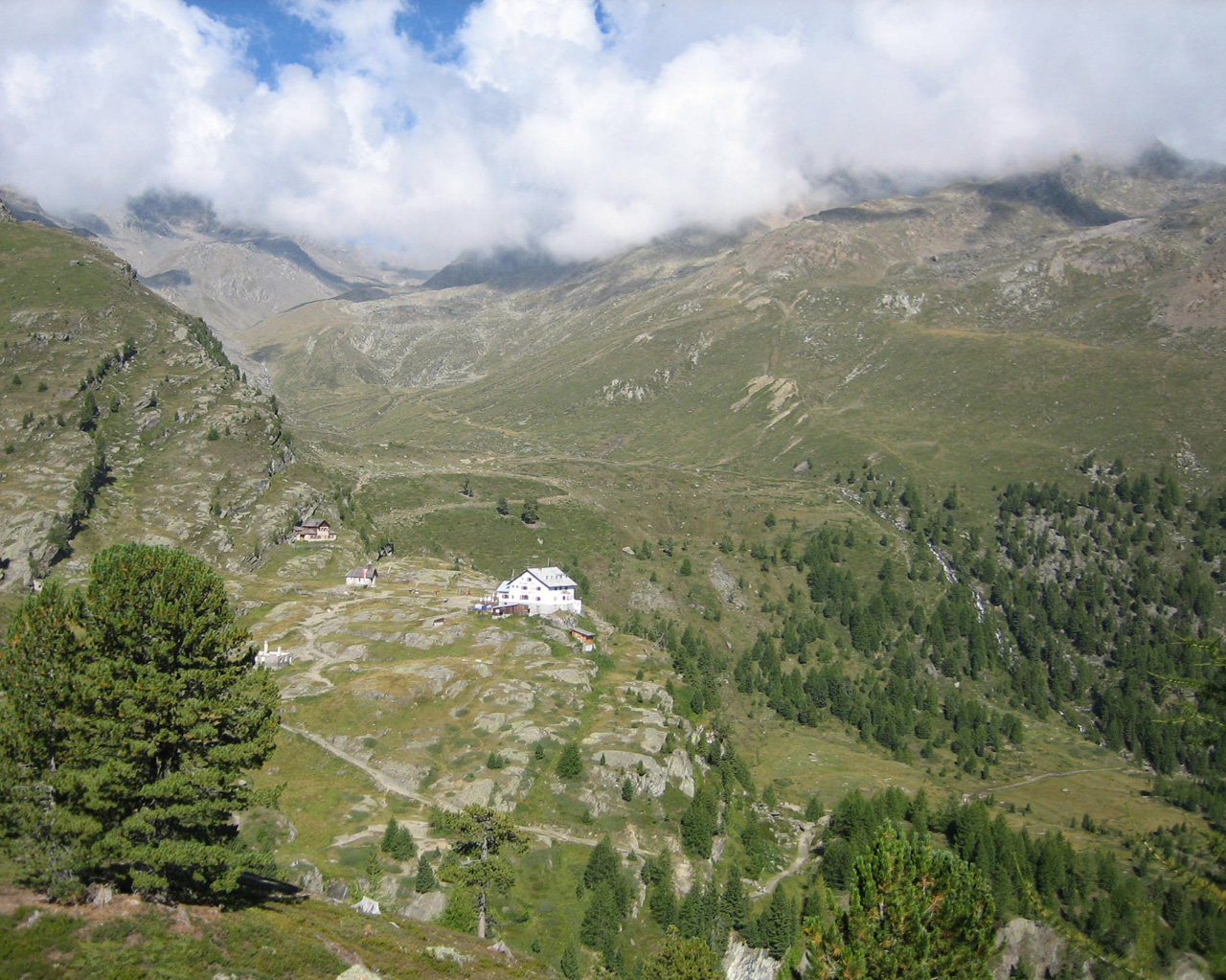
Zufallhütte mit Madritschtal
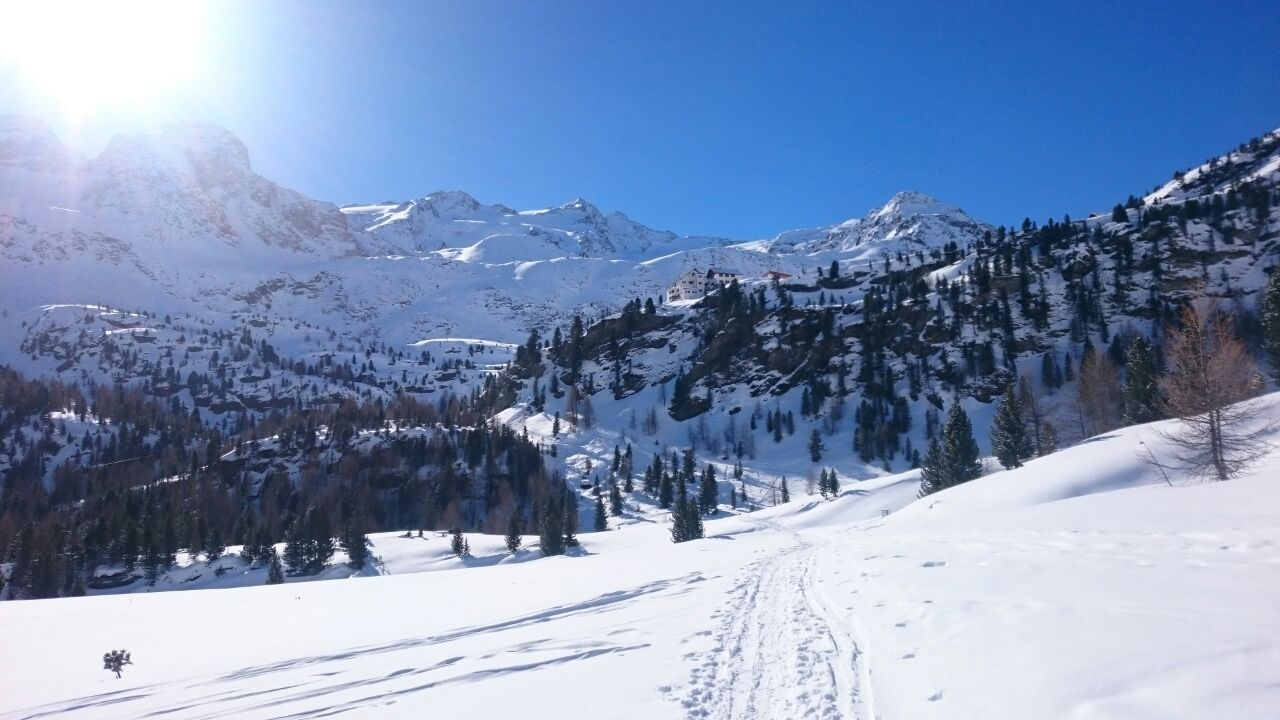
Zufallhütte im Frühjahr vom Martelltal aus gesehen
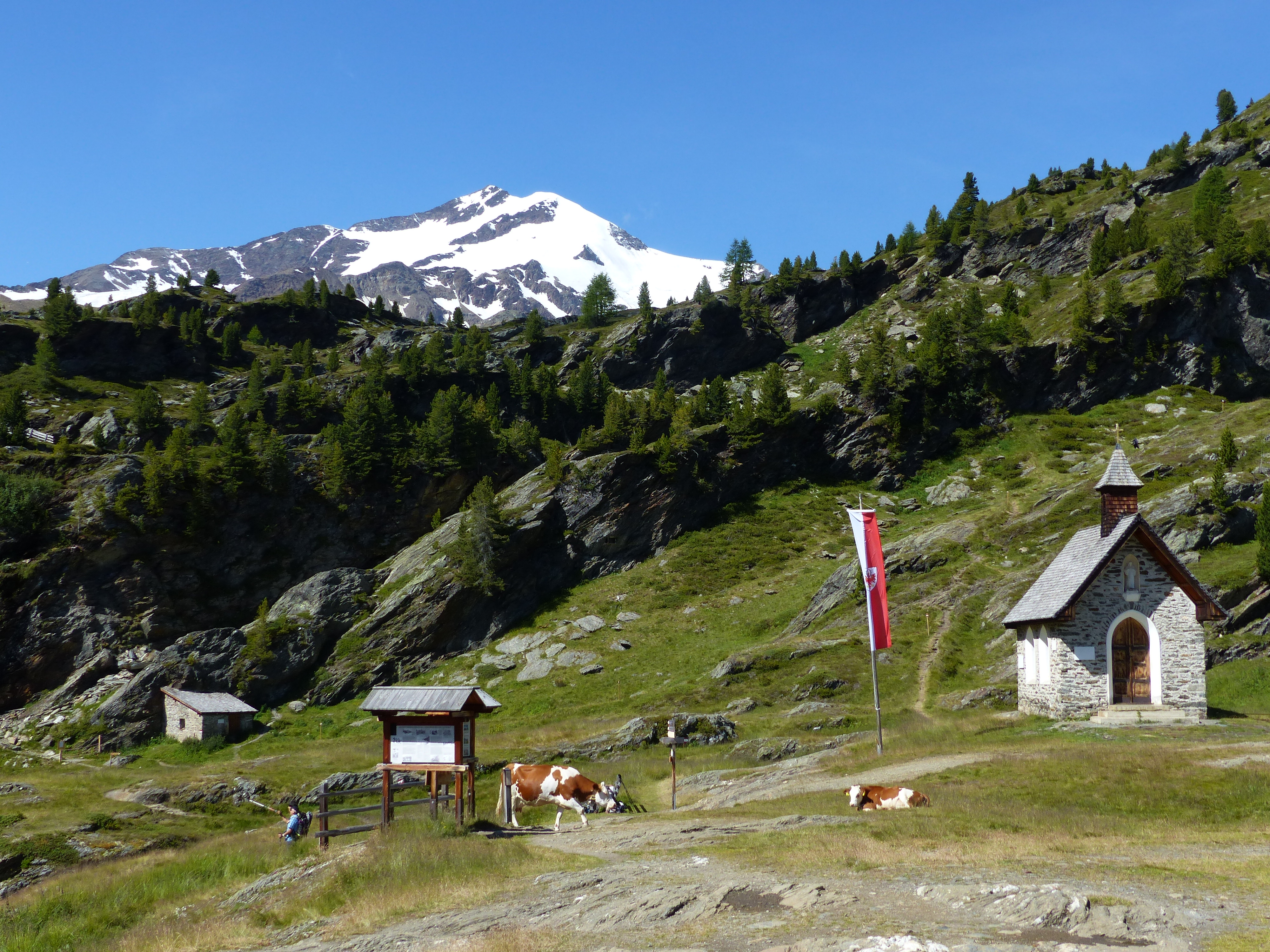
Herz-Jesu-Kapelle und Zufallspitzen
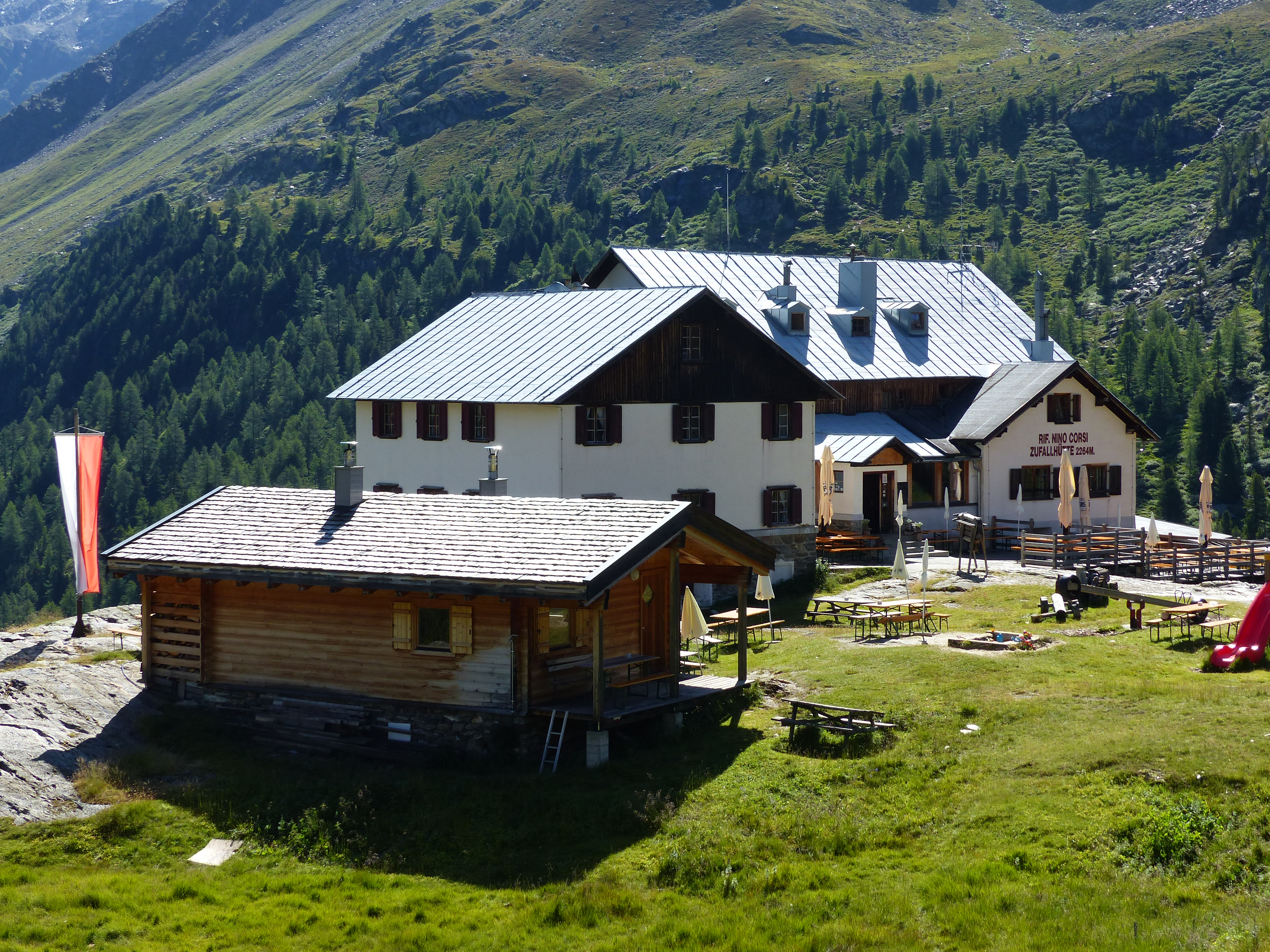
Zufallhütte

## Karten
- Tabacco Blatt 08 Ortlergebiet - Ortles - Cevedale (1:25.000)
- Tabacco Blatt 048 Val di Peio - Val di Rabbi - Val di Sole (1:25.000)
- Tabacco Blatt 045 Latsch - Martell - Schlanders - Laces - Val Martello - Silandro (1:25.000)[6]